# D5R
D5R (uitgesproken als De Vijver) was een Vlaamse jeugdserie over het wel en wee van vijf middelbarescholieren in Vilvoorde en over hun verdere leven op de universiteit of hogeschool die van 2014 tot 2016 werd uitgezonden op Ketnet. In 2018 ging de serie verder op de website van MNM en via Telenet-televisie. Van 2019 was het alleen nog maar te zien via Telenet Play. tussen 2020 en 2022 werden de seizoenen exclusief op Streamz getoond. Seizoen 7 van D5R is was ook te bekijken op GoPlay. 
Ketnet wilde met de serie diverse probleemsituaties aankaarten waarin jongeren verzeild konden raken. Hiertoe werd nauw samengewerkt met organisaties als Awel en het Kinderrechtencommissariaat.
Op 14 december 2022 werd aangekondigd dat het 12de seizoen van D5R het laatste zal zijn. Op 21 december 2022 startte het laatste 12de seizoen van D5R. 
Op 27 juni 2023 komt een tweede film van de serie, het vervolg op seizoen 12, en zal D5R: De Laatste Zomer Samen heten. De film betekent het einde van de serie. Op 5 juli 2023 werd een spin-off van de serie aangekondigd met de titel 3FF waarin Jamie-Lee Six, Liandra Sadzo en Angela Jakaj hun rollen van Amber, Kyra en Leyla terug opnemen.

## Verhaal
’Na school spreken Leyla, Wout, Kyra, Amber en Vincent regelmatig af in het Hanssenspark in Vilvoorde. Ze zitten daar op de stenen bankjes bij de vijver. Op school maken ze kennis met Amber die naar Vilvoorde is verhuisd door de scheiding van haar ouders. Al snel wordt ze opgenomen in de vriendengroep. Bij de vijver hebben ze veel plezier, maar krijgen ze ook te maken met tegenslagen en problemen.

### Seizoen 1
Amber verhuist met haar moeder naar Vilvoorde. Ze moet wennen aan de grote stad, maar ontmoet al snel nieuwe vrienden. Doordat Amber en Leyla steeds meer met elkaar omgaan, voelt Kyra zich alleen. Als daarna een schoolopdracht voor een nog grotere afstand tussen de vriendinnen zorgt, wil ze iets ondernemen om het tij te doen keren. Wout wordt verliefd op Joyce, een meisje dat hij heeft leren kennen via een chatbox. Zodra ze afspreken, verloopt het moment compleet anders dan hij had verwacht. Leyla heeft problemen met haar familie: haar ouders vinden het niet goed dat ze danst en haar broer Mahmut denkt dat ze een vriendje heeft. Vincent ligt overhoop met zijn gevoelens en als dan zijn beste vriend Wout komt logeren, dreigt zijn geheim uit te komen.

### Seizoen 2
De moeder van Amber heeft inmiddels een nieuwe vriend, Alexander. Moeder en dochter zijn bij hem ingetrokken en Amber moet nu een kamer delen met haar negenjarige stiefzusje Eline. Ze heeft er meteen ook een oudere stiefbroer bij, Simon, die door iedereen Mol wordt genoemd. Maar het blijkt dat Mol verliefd is op Amber terwijl Amber haar kans wil wagen met Wout, wat goed komt. Maar Kyra haar hart wordt gebroken (ze is verliefd op Mol) omdat ze weet dat Mol haar niet ziet zitten. Ze heeft ook nog geldproblemen en moet haar huis verkopen. Er gebeuren ook erge dingen, Nestor de hond wordt aangereden en sterft. Maar ook goede dingen, Vincent komt meer te weten  over zijn moeder en gaat op vakantie naar Congo om zijn moeder te vinden en daar eindigt ook het tweede seizoen van de vijver.

### Seizoen 3
Seizoen 3 sluit naadloos aan op het tweede seizoen. Amber is bij haar vader in Rekkem en ziet haar oude vrienden terug, waaronder ook een oude bekende op wie ze vroeger extreem verliefd was. Ondertussen zitten Kyra en Leyla op zomerkamp: Leyla voelt zich hier somber, in tegenstelling tot Kyra die zich super amuseert met haar nieuwe vriendje Toby. De jonge kampleidster doet iets met Toby waar Leyla en de rest van haar vrienden zich ongerust over maken. Wout is helemaal alleen en mist Amber, nadien gaat hun relatie van kwaad naar erger. Na Vincents terugkomst uit Congo waagt hij zich ondertussen aan ongezonde en zelfs dodelijke praktijken waardoor hij zich vreemd gedraagt. Bovendien draagt hij een geheim met zich mee dat hij moet verzwijgen voor zijn ouders. Daarenboven maakt hij iets mee met Wout dat ze beide niet snel vergeten. Leyla voelt zich niet goed in haar vel, later blijkt dat ze een eetstoornis heeft, maar onder andere door de steun van haar vrienden komt ze er weer bovenop. Sterker nog: ze komt iemand tegen met wie het goed klikt. Ook met Kyra gaat alles prima, ze mag namelijk een kinderdroom in vervulling brengen en geeft ook haar eerste concert. Nadien is het tijd voor de vrienden om dingen te zeggen die ze verborgen hielden behalve voor Vincent. Met zijn oma gaat het trouwens slecht: ze wordt in een verontrustende situatie afgevoerd met de ziekenwagen. Daar stopt het eerste deel van het derde seizoen. Dan maakt Wout het ook nog goed met Amber en ze worden weer een koppel.
In het tweede deel van seizoen 3 wordt de oma van Vincent in het ziekenhuis opgenomen. Ze blijkt kanker te hebben, maar ze wil geen chemotherapie ondergaan. Kyra wil auditie doen voor de Ketnetmusical maar wordt uiteindelijk niet geselecteerd. Een producer vond het optreden van Kyra daarentegen wel spectaculair en vroeg haar om contact met hem op te nemen. Amber krijgt ruzie met Kyra omdat ze zich gedraagt als een vedette en haar vrienden in de steek laat. Leyla wordt verliefd op een nieuwe jongen op school, Jan. Hij woont bij zijn moeder maar zijn stiefvader mishandelt hem en zijn moeder. Hij besluit daarom om bij zijn vader in Antwerpen te gaan wonen. De broer van Leyla ontdekt dat ze omgaat met een jongen die niet moslim is en maakt er een probleem van. Ondertussen wordt de carrière van Kyra al snel stopgezet nadat haar producer een nieuw zangtalent heeft ontdekt, Kyra wou niets meer met zingen te maken hebben. Ze mag dansles geven met Mol en wordt weer verliefd op hem. De cliffhanger van dit seizoen is Vincent die een jongen ontmoet, ze blijken broers te zijn.

### Seizoen 4
Vincent en Sasha (zijn 'broer') trekken veel met elkaar op en dit met tegenzin van de vader van Vincent. Later blijkt dat Sasha niet de broer van Vincent is, maar alles heeft opgezet omdat hij een ongeluk heeft gehad met een vriend en dus alles moet terugbetalen. Daardoor zocht hij dus contact op met Vincent.
Leyla en Jan zijn nu een koppel, maar Leyla is bang dat Mahmut of iemand anders alles aan haar familie zal vertellen. Bij Amber thuis gaat het niet zo goed, haar moeder Hilde en haar stiefvader Alexander maken constant ruzie met alle gevolgen van dien. Ze gaan uit elkaar en haar moeder gaat gaan werken in Kortrijk en zal dus naar daar verhuizen. Wout zijn studiepunten zijn niet goed en dus moet hij veranderen van school. Hij moet naar Gent op internaat en blijkbaar zit zijn vroegere buurmeisje Deborah daar ook op school. Ze trekken vaak met elkaar op en uiteindelijk worden ze een koppel. Hierna maakte hij het uit met Amber. Kyra is volop aan het  repeteren op de dansschool met Mol en had wat last met Kenny, die ADHD heeft. Dit raakt snel opgelost, maar hierna gebeurt er iets op de dansschool. Er ligt een camera verstopt in de meisjeskleedkamer, met de lens gericht naar de meisjes zelf. Mol en Kyra gaan samen onderzoeken wie de dader is. Dit bleek de poetsman te zijn en ze bellen de politie. Nu gaan zij zich concentreren op hun dansoptreden in het park. 

### Seizoen 5
Kyra, Amber, Vincent, Wout en Leyla hebben de middelbareschoolbanken in Vilvoorde verlaten en zijn klaar om verder te studeren. Ze trekken alle vijf naar Gent waar ze elk hun eigen keuzes maken.

### Seizoen 6
In seizoen  6 geeft Wout zijn studies op door zijn studentenjob in de horeca en moet hij daardoor terug naar zijn ouderlijke huis in Vilvoorde. Kyra gaat gebukt onder zware druk van haar volgers op social media en haar verborgen relatie met een docent maakt het er niet makkelijker op. Voor Leyla hangt er nieuwe liefde in de lucht na de breuk met Jan. Maar als haar nieuwe vriend een stapje verder wil, worstelt ze met haar eigen geloofsovertuiging. Vincent kwam vorig seizoen eindelijk uit de kast en zit met zijn vriend Jonas op een goeie wei. Verleiding komt voor hem echter uit een onverwachte hoek wanneer hij heel onschuldig een eerste gokje waagt. Ten slotte heeft Amber zichzelf door haar perfectionistische studiedruk opgezadeld met een pillenverslaving. De ‘vriend’ die haar dit heeft aangesmeerd blijkt gevaarlijker dan gedacht. En die ‘vriend’ laat Vincent voor hem dealen. Vincent doet dit omdat hij al zijn geld online vergokt heeft. De vriendschap tussen de vijf komt hierdoor onder druk te staan. 

### Seizoen 7
Wout gaat werken in een café in de Overpoort, het centrum van het Gentse studentenleven. Ze feesten er samen en ontdekken dat eerlijk zijn niet gemakkelijk is. Wout en Vincent hun jarenlange vriendschap staat onder druk wanneer Wout ontdekt dat Vincent dealt in het café. Leyla ontdekt dat haar lief een verborgen agenda heeft en Kyra lijdt onder een naaktfoto van haar die verspreid is geweest. Amber start op een nieuwe campus en leert er nieuwe mensen kennen.

### Seizoen 8
Amber zit sinds haar auto-ongeluk met haar been en nek in het gips. Ze rekent af en toe op Milan om haar te helpen, maar hij heeft amper tijd voor haar waardoor de 2 continu ruzie maken en dit verder uitmondt in een breuk tussen de twee.  Daarbovenop heeft Amber hem bedrogen met Fabio, de nieuwe Erasmusstudent waarop Kyra enorm verliefd is. Amber en Fabio besluiten het te verzwijgen voor Kyra, maar Amber vertelt het aan Leyla, die haar daarna dwingt het tegen Kyra te zeggen. Kyra gaat furieus weg en er ontstaat tussen Amber en Kyra enorme ruzie.
Vincent gaat samenwonen met Jonas, wat meteen voor spanningen zorgt tussen de twee. Jonas is afgestudeerd en werkt al, waardoor hij minder uitgaat en minder tijd heeft voor Vincent.
Leyla zit in de knoop met haar relatie met Kobe. Hij wil seks met Leyla, maar zij voelt zich er niet goed bij en aangezien het niet mag van haar geloof, blijft Leyla neen zeggen tegen alles wat onder seks valt. Leyla vindt dit erg voor Kobe en neemt daarom een drastische beslissing in hun relatie.
Wout heeft het moeilijk nadat Britt terug alleen is gaan wonen in haar ouderlijk huis. Ook zij heeft het moeilijk nadat haar moeder overleden is en de kosten hoog oplopen. Telkens Wout een voorstel doet, wimpelt ze het af waardoor de twee het niet gemakkelijk hebben.
Kyra heeft het enorm moeilijk om haar school te combineren met het dansen. Hierdoor moet ze een keuze maken en uiteindelijk beslist ze om minder te dansen, zeker nadat Kim haar vertelt dat ze gevoelens voor haar heeft en Kyra tegen Kim zegt dat ze geen vrienden meer kunnen zijn. Ondertussen ontmoet Kyra een nieuwe jongen genaamd Fabio die het kot van Vincent heeft overgenomen nadat Vincent bij Jonas is gaan wonen. Kyra is meteen verliefd op hem en neemt hem mee op stap. Daar komen ze een dronken Amber tegen met wie Fabio het bed deelt. De twee beslissen om het te verzwijgen tegen Kyra. Dit lukt in eerste instantie tot Amber het vertelt aan Leyla, waarna zij Amber dwingt het eerlijk op te biechten tegen Kyra. Kyra is woedend op Amber en de rest en gaat boos weg naar haar kamer. Daar belt ze Fabio woedend op om hem te dumpen. Wat ze echter niet weet is dat er ondertussen beneden brand is ontstaan en ze als enige binnen is gebleven. Amber, Leyla en Vincent zijn immers terug weggegaan, omdat Jonas met spoed is opgenomen in het ziekenhuis. Buiten wil Wout ondertussen in paniek naar binnen lopen.

### Seizoen 9
Amber werkt als koerier en tijdens haar werk komt ze haar oude liefde Michiel weer tegen. Ook ontstaan er nieuwe vriendschappen en schudt een traumatische gebeurtenis de hechte vriendengroep door elkaar.

### Seizoen 10
In het tiende seizoen zetten we samen met de vijf vrienden een stap verder in het leven. Vincent tast de grenzen van de liefde af in zijn relatie met Jonas, terwijl Kyra zich kwetsbaar durft open te stellen. Leyla werkt in het café van Wout. Wanneer ze ’s nachts bedreigd wordt, komt de redding uit een verrassende hoek. Intussen staan Amber en Wout voor een hartverscheurende keuze: geven ze hun liefde een nieuwe kans?

### Seizoen 11
In het elfde seizoen ontmoet Kyra de pleegouders van Bram en ontdekt zo een andere kant van hem. Het vertrouwen van Leyla wordt zwaar op de proef gesteld. Amber staat alleen in een heftige beslissing, maar gelukkig is Wout nooit veraf. Hij steunt ook Vincent die een groot verlies verwerkt. De vrienden komen dichter dan ooit bij elkaar.

### Seizoen 12
Seizoen 12 is het laatste seizoen van de serie. 
In dit seizoen is te zien hoe Wout uitzoekt wat hij met zijn toekomst wil doen. Vincent wordt slachtoffer van gaybashing en vindt het moeilijk om zijn weg terug te vinden na het verlies van Jonas. Kyra, Leyla en Amber worden gestalkt en tot overmaat van ramp moet Kyra ook nog eens keihard haar best doen om haar prille relatie in stand te houden.

#### Einde
Wout gaat na zijn ontslag in het café gaan werken als koerier en gaat samen gaan wonen met Amber, Kyra en Vincent. Amber moet nog een jaar verder gaan studeren.
Kyra studeert af en komt terug samen met Bram en gaat gaan samenwonen met Amber, Vincent en Wout. Leyla studeert af en na de gebeurtenissen met Kaan beslist ze om voor een jaar naar Amerika te gaan verderstuderen. Vincent krijgt een nieuwe liefde en beslist om te gaan samenwonen met Kyra, Amber en Wout

## Films
Op 22 februari 2017 ging de gelijknamige film in première. In deze film spelen enkele bekende Vlamingen, onder wie Ish Ait Hamou, Maureen Vanherberghen, Regi Penxten, Andy Peelman en Hans Bonte (politicus en burgemeester van Vilvoorde).
Op 21 december 2022 werd aangekondigd dat er een tweede film van D5R zal uitgebracht worden in 2023, dit als definitieve afsluiter voor de serie. De film zal exclusief te zien zijn op Streamz.

## Boeken
Er verschenen ook enkele boeken gebaseerd op de serie:
1. Het verhaal van Amber
2. Het verhaal van Wout
3. Het verhaal van Leyla
4. Het verhaal van Kyra
5. Het verhaal van Vincent
6. De zomer van Amber

## Rolverdeling

### Hoofdrollen
| Acteur          | Personage      | Opmerkingen | Seizoenen |
| --------------- | -------------- | --- | --------- |
| Jamie-Lee Six   | Amber Vossaert | Na de scheiding van haar ouders verhuist ze van een boerderij in Rekkem naar een appartement in Vilvoorde. Ze heeft moeite zich aan te passen en mist dan ook haar oude vrienden en haar hond Nestor.                                     | 1 - 12    |
| Sander Provost  | Wout Fransen   | Woont met zijn vader en broer in een herenhuis in Vilvoorde. Nadat zijn moeder was overleden, werd zijn vader alcoholist. Wout is altijd positief en ziet de vriendengroep als zijn familie.                                              | 1 - 12    |
| Thijs Antonneau | Vincent Deprez | Hij is de creatieve van de groep: hij schildert en maakt gedichten. Zijn ouders hebben hem geadopteerd toen hij 2,5 jaar was en in een kinderdorp in Congo woonde. Hij is rustig en leeft soms in zijn eigen wereld. Hij valt op jongens. | 1 - 12    |
| Angela Jakaj    | Leyla Akbel    | Haar ouders zijn Turks en gelovig maar volgen niet elke regel. Leyla wil een tiener zijn met een eigen mening; door haar drang naar vrijheid heeft ze vaak ruzie met haar oudere broer Mahmut.                                            | 1 - 12    |
| Liandra Sadzo   | Kyra Dillen    | Doordat haar ouders een internationaal bedrijf hebben, is er weinig tijd voor Kyra. Ze houdt van dansen en doet aan streetdance. Ze is zelfbewust en wil dan ook niet als een verwend meisje gezien worden.                               | 1 - 12    |

### Bijrollen
| Acteur               | Personage  | Opmerkingen | Seizoenen     |
| -------------------- | ---------- | --- | ------------- |
| Danny Moens          | Paul-Polle | Hij is de vader van Wout. | 1 - 12        |
| Atilla Atmaca        | Mahmut     | Hij is de strenge broer van Leyla. Hij verdwijnt uit de serie omdat Leyla gaat studeren in Gent en hierdoor niet meer thuis woont. Mahmut woont echter nog wel thuis.                                                                              | 1 - 4         |
| Guy Verhoeven        | Danny      | Hij is de vader van Vincent. | 1 - 4, 8      |
| Wendy Strubbe        | Hilde      | Zij is de moeder van Amber. | 1 - 4, 6 - 12 |
| Iva Dalving          | Diane      | Zij is de moeder van Kyra. Ze is niet meer te zien vanaf seizoen vijf omdat Kyra in Gent studeert en woont. | 1 - 4         |
| Dominic Depreeuw     | Tom        | Hij is de vader van Kyra. | 1 - 4, 8 - 9  |
| Geneviève Lagravière | Lieve      | Zij is de moeder van Vincent. | 1 - 12        |
| Britt Haenraets      | Eline      | Ze is de jongere stiefzus van Amber. Ze verdwijnt uit beeld nadat Hilde, de moeder van Amber, en haar vader Alexander uit elkaar zijn gegaan. | 2 - 4         |
| Nick De Vucht        | Simon      | Simon is de zoon van Alexander en de halfbroer van Eline. Hij wordt Mol genoemd, is veel bezig met computers en krijgt gevoelens voor zijn stiefzus Amber. Hij is uit beeld verdwenen na het stuklopen van zijn relatie met Kyra.                  | 2 - 5         |
| Jari Vansteenkiste   | Michiel    | Hij is een oud bekende van Amber, op wie ze verliefd was. Hij verdwijnt uit beeld nadat Amber voor Wout heeft gekozen., In seizoen 9 komt hij weer in beeld nadat Amber hem tegenkomt tijdens haar werk als koerier                                | 3, 9-10       |
| Joni Van Overtveldt  | Jan        | Jan is een nieuwe leerling en brengt de nodige problemen thuis met zich mee. Hij is zeer geïnteresseerd in Leyla. In seizoen 5 gaat hij studeren in Brazilië, waar hij Leyla bedriegt met een ander meisje. Vanaf dan komt hij niet meer in beeld. | 3 - 5         |
| Freek De Craecker    | Jonas      | Jonas is de buurjongen van de meisjes op hun kot. Hij vormt een koppel met Vincent. | 5 - 11        |
| Robbe Devos          | Kobe       | Kobe is een medestudent van Leyla en Vincent. | 5 - 9         |
| Jean Janssens        | Britt      | Britt werkte samen met Wout in een café in Gent en had een relatie met Wout | 5 - 9         |
| Bibi De Gruyter      | Kim        | medestudent en vriendin van Kyra | 6 - 9         |
| Christof Chapsis     | Milan      | medestudent en vriend van Amber | 7 - 8         |
| Fares Damlakhi       | Fabio      | Erasmusstudent | 8             |
| Elias Bosmans        | Pieter     | Geeft bijles Juridisch Frans aan Kyra | 9-10          |

## Afleveringen
| Seizoen                     | Eerste uitzending (Ketnet) Première (Streamz)                           | Afleveringen | Aantal | Zender                      |
| --------------------------- | ----------------------------------------------------------------------- | ------------ | ------ | --------------------------- |
| 1                           | 15 september 2014 – 16 oktober 2014                                     | 1-20         | 20     | Ketnet                      |
| D5R: Aan zee                | 27 oktober 2014 – 30 oktober 2014                                       | 21-24        | 4      | Ketnet                      |
| 2                           | 23 februari 2015 – 2 april 2015                                         | 25-48        | 24     | Ketnet                      |
| 3                           | 21 september 2015 – 29 oktober 2015 30 november 2015 - 17 december 2015 | 49-84        | 36     | Ketnet                      |
| 4                           | 14 november 2016 – 22 december 2016                                     | 85-108       | 24     | Ketnet                      |
| D5R: De Film                | 22 februari 2017                                                        | 109          | 1      | Film                        |
| 5                           | 10 december 2018                                                        | 110-133      | 24     | Telenet Play mnm.be YouTube |
| 6                           | 24 juni 2019                                                            | 134-145      | 12     | Telenet Play                |
| 7                           | 16 december 2019                                                        | 146-157      | 12     | Telenet Play                |
| 8                           | 18 december 2020                                                        | 158-169      | 12     | Streamz                     |
| 9                           | 2 juni 2021                                                             | 170-181      | 12     | Streamz                     |
| 10                          | 1 december 2021                                                         | 182-193      | 12     | Streamz                     |
| 11                          | 22 juni 2022                                                            | 194-205      | 12     | Streamz                     |
| 12                          | 21 december 2022                                                        | 206-217      | 12     | Streamz                     |
| D5R: De Laatste Zomer Samen | 29 juni 2023                                                            | 218          | 1      | Streamz                     |
| Totaal                      | 15 september 2014 –29 juni 2023                                         | 1-217        | 217    |                             |

## Prijzen
De serie kreeg in 2014 en 2015 de prijs voor Beste Ketnetreeks bij Het gala van de gouden K's.

## Trivia
- De opnamen voor de reeks vonden plaats in het Hanssenspark, in en rond het Koninklijk Atheneum van Vilvoorde en op de Universiteit Gent.
- Andy Peelman speelde een gastrol in de eerste film en in het eerste en derde seizoen van de reeks.